# Phlugiolopsis digitusis
Phlugiolopsis digitusis is een rechtvleugelige insectensoort uit de familie van de sabelsprinkhanen (Tettigoniidae).
Phlugiolopsis digitusis werd voor het eerst wetenschappelijk beschreven door Bian, Shi en Chang in 2012.